# 波勒 (霍尔茨明登县)
波勒（德語：Polle，發音：[ˈpɔlə] ⓘ）是德国下萨克森州霍尔茨明登县的市镇，面积21.24平方千米，2023年12月31日人口为1,162人。